# Natalja Semyjonovna Borshchova
Natalja Semyjonovna Borshchova, född 1758, död 1843, var en rysk hovfunktionär.
Hon studerade vid Smolnyjinstitutet, varifrån hon utexaminerades 1776. 
Hon var anställd som hovfröken hos storfurstinnan Maria Fjodorovna från 1776 till sitt giftermål 1785. Som sådan följde hon med tronföljarparet på deras resa till Europa 1782, där hon omnämns som den främsta i rang av hovdamerna med Ekaterina Nelidova framför prinsessan Saltykova och Maria Fjodorovnas tyska favorit Madame Benckendorff. 
Borshchova värderades vid den "lilla domstolen" för sin scentalang, där hon ofta deltog i föreställningar som arrangerades av storhertiginnan. 